# دانيال ستوك
دانيال ستوك (بالنرويجية البوكمول: Daniel Stock)‏ هو متزحلق نرويجي، ولد في 16 سبتمبر 1992 في النرويج.

## وصلات خارجية
- دانيال ستوك على موقع الاتحاد الدولي للتزلج (التزلج الريفي) (الإنجليزية)